# Metallaxis sogai
Metallaxis sogai là một loài bướm đêm trong họ Geometridae.